# 馮偉棠
馮偉棠（英語： James Fung Wai Tong，1956年11月25日—），作曲時曾用筆名泰來，香港男歌手、播音員、監製、作曲人，前香港電台中文台台長。他在初中時已是學界歌唱比賽的名人，是一名學生歌手。直至中學畢業後投身歌壇數年，同期踏入廣播界，於2017年正式退休。

## 背景

### 早年生活
馮偉棠在香港島灣仔出生，家有四姊四弟。父親是已故商業電台的著名廣播劇播音員、監製及主持馮展萍（1932-2019）。馮偉棠童年時在北區粉嶺長大，在該區的一所鄉村學校就學兩年後搬回市區生活，並就讀於聖公會基德小學下午校，曾與後來的足球名宿廖俊輝為同級同學，後升上觀塘瑪利諾書院，初中時參加過「星島業餘歌唱大賽」且獲得第三名，並積極參與體育活動；但因為手部曾經骨折而需要打石膏，他在踢足球和唱歌兩方面作出取捨時，選擇繼續參加公開歌唱比賽。

### 歌唱事業
畢業後，馮偉棠因參加電台天才表演和歌唱比賽而獲永恆唱片公司老闆鄧炳恒賞識，於十七歲時灌錄首張唱片：與歌手黃愷欣合作的《柔情蜜意》，及後的歌曲都收錄於合輯中，如1977年的《每當變幻時•飄零夢》（與薰妮），直至1978年才推出首張個人專輯《風飄飄》。1981年因健康理由，向公司提早解約，退出幕前，但仍偶為其他歌手供曲，較著名的是麥潔文的《螳螂與我》和鄭少秋的《火燒圓明園》。

### 電台生涯
馮偉棠在1975年加入商業電台工作，與他同期的播音員有錢佩卿、梁緻盈、張翠塋、文琪、何廣泰、盧健雄、葉欣洪、勞浩榮等。初年，不少播音員為佳藝電視的節目配音而減少了人手負責主持電台廣播部分，結果時任商業電台第一台主任周聰聯絡馮偉棠，邀請他加入香港商業電台當練習生，主要錄製廣播劇以及主持點唱節目《一曲寄心聲》。直至電台開播《空中俱樂部》，他開始與錢佩卿主持該節目。開展播音員事業以來，馮偉棠演出過多部廣播劇及擔任節目主持，包括主演及主唱主題曲的廣播劇《歧途》；與錢佩卿主持《中文歌曲擂台陣》、《相見在海洋》等節目。1989年，馮偉棠與拍檔錢佩卿一同轉職到香港電台，先後主持過香港電台第一台多個綜合性或雜誌式節目，有資訊娛樂性節目《朝朝早精神好》、雜誌式節目《樂天一派》及《音樂情人》等節目。及至2005年，他晉升為香港電台第二台台長。由於工作繁重，他交棒予同樣擁有磁性聲線的鄭子誠主持《音樂情人》。
馮偉棠退休前曾擔任香港電台第二台節目總監和中文台台長，同時也負責香港電台每年重頭節目十大中文金曲頒獎典禮的製作。他於2017年元旦退休，計劃退休之後隨家屬移民英國。

## 商業電台時期

### 曾主持節目
- 《中文歌曲擂台陣》
- 《相見在海洋》
- 《活力大都會》
- 《空中俱樂部》

### 廣播劇
- 《歧途》
- 《陽光下的故事》
- 《十八樓C座》

## 香港電台時期

### 曾監製節目[7]
- 《政壇新秀訓練班》
- 《自己人》
- 《輝遊記》

### 曾主持節目
- 《朝朝早精神好》
- 《樂天一派》
- 《音樂情人》

### 廣播劇
- 《玫瑰的故事》
- 《南非與曼德拉》

## 歌手時期

### 唱片[8][9]
個人唱片
- 汽笛聲 (1979)
- 風飄飄 (1978)

合唱/雜錦
- 風飄飄 〈永恆復黑系列〉 (2006)
- 馮偉棠 FEATURING 黃愷欣 (2005)
- 長青樹.2. (2003)
- 永恆電影、電視、廣播劇主題曲精選.3. (2002)
- 馮偉棠 : 夏妙然 - 好男好女精選 (2001)
- 永恆千禧心動精選.1 (1999)
- 電視劇主題曲精華 (1992)
- 永恆金曲. Vol.4 (1992)
- 一曲寄心聲 (1984)
- 永恆金曲第一輯 (1980)
- 永恆金曲 73-78年 (1979)
- 永恆精選1979／離別的叮嚀 (1979)
- 雪山飛狐 (1978)
- 有心未算遲 (1977)
- 每當變幻時/飄零夢 (1977&1998)
- 一見鍾情 (1977)
- 阿O之歌〈影視歌曲精華－她的、爸的、媽媽的〉 (1977)
- 廣東好漢 (1976)
- HOUSE Party  (1976)
- 愛花情果、恩愛伴侶、蘇州河邊  (1975)
- 柔情蜜意 (1975)